# Клан Коннахту

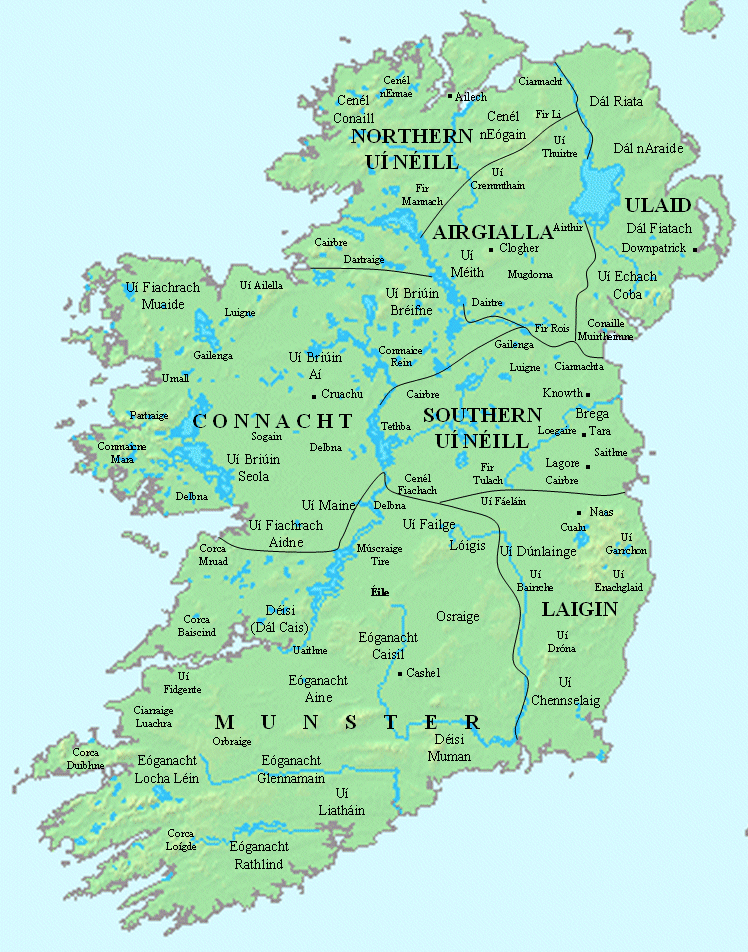
Давні клани Ірландії. Локалізація біля 800 року.

Клан Коннахту (ірл. — Clann Connachta) — давній ірландський клан, що утворив групу королівських династій, походить від верховного короля Ірландії Конна Сто Битв — Конна Кетхатах (ірл. — Conn Cétchathach). Вважається, що назва провінції Ірландії та давнього королівства Коннахт походять саме від назви цього клану. Хоча, люди клану Коннахт правили також на землях королівств Ольстер (Улад) та Ленстер (Лагін). Традиційна столиця клану Коннахту — місто Круахан — сучасний Рахкроган, що в графстві Роскоммон. Клан Коннахту виник від клану Дал Куінн (ірл. — Dál Cuinn). Клан Коннахту утворив королівські династії: верховних королів Ірландії (королів Тари), Коннахту (королів Круахану), Королів Брейфне. Нинішнім вождем клану Коннахту є О'Коннор Дон (ірл. — O'Conor Don).

## Походження клану Коннахту
Згідно поглядів, що базуються на ірландській історичній традиції, ірландських літописах, у І — V століттях (а можливо і раніше) Ірландія ділилася на 5 королівств: Улад, Муму, Коннахт, Лагін, Міде. Кожне королівство мало свої королівські династії. Король Міде був одночасно верховним королем Ірландії, його резиденція була в сакральному центрі Ірландії — в Тарі. Проте, влада верховного короля Ірландії була номінальною. Між королівствами постійно точилися війни, і верховний король, щоб втримати цю номінальну владу теж мусив постійно вести війни, укладаючи спілки то з одним, то з іншим регіональним королем та вождями кланів, що теж називали себе королями. Система цієї пентархії була порушена в V столітті, коли було розгромлене і знищене королівство Улад і виникли нові королівські династії, що належали до клану Коннахту, які поширили свою владу на північ, захід і схід Ірландії.
Ці події пов'язуть з верховним королем Ірландії Еохайдом Мугмедоном, що мав 5 сигнів: Бріона, Айлілля, Фіахре, Фергуса Кеха та Ніла Дев'яти Заручників, що став верховним корполем Ірландії. Інші сини стали предками і засновниками нових ірландських кланів та королівських династій. Бріон — клану Ві Бруін, Фіахре — клану Ві Фіахрах, Айлілль — клану Ві Айлелло, що пізніше став називатися Ві Майне. Ці три клани стали відомі як Теора Коннахту (Три Коннахту). Ніл став засновником клану Ві Нейлл, що став найпотужнішим кланом в Ірландії і утворив велику кількість септ та гілок, що правили в різних регіональних королівствах Ірландії.
Історик Девід Спроул пише, що: "Судячи по всьому, слово «Коннахт» спочатку означало «нащадки Конна», можливо також, що це слово означало «верховенство» — від слова «cond» чи «conn», але потім стало означати «нащадки Конна Кетхатаха — Конна Сто Битв — верховного короля Ірландії… Назви Еогнахт та Кіаннахт були утворені як наслідування цій назві.»
Цю гіпотезу підтримав історик Пол Бірн.
Династії королівства Айргіалла, а через них і клан Ві Майне, вважаються гілками клану Коннахту. Але не виключено, що вони походять від зовсім інших кланів, але включили предків клану Коннахту до своїх генеалогій. Але не дивлячись на це кожна септа клану Ві Майне простежували своїх предків від клану Коннахту протягом більше ніж тисячу років.

## Клан Коннахту в Уландському циклі легенд
У скелах Уладського циклу, в королівстві Коннахт правив король Айліль та королева Медб, що були ворогами королівства Улад та короля Уладу Конхобара, що правив зі столиці Емайн Маха. Ці історичні переказна історично прив'язують до часів Христа — до І століття нової ери або І століття до нової ери. Багато істориків вважають це анахронізмом, бо верховний король Ірландії Конн Сто битв жив не раніше ІІ століття нової ери.
Хоча є припущення, що назва королівства Коннахт має більш давнє походження і не пов'язана з назвою клану Коннахту і іменем короля Конн Сто Битв. Є припущення, що в більш давні часи ця земля називалась Койкед Ол н-Ехмахт (ірл. — Cóiced Ol nEchmacht) і пов'язана з давнім народом Коннахту, що називався Фір Ол н-Екмахт (ірл. — Fir Ól nÉcmacht) та з назвою землі Койкед Генайнд — від імені короля народу Фір Болг. Кеннет Х. Джексон вважає, що скела про війну королівств Коннахт та Улад була створена в IV столітті.

## Родовід королівської династії вождів клану Коннахту
```
 
Конн Сто Битв

 |
 |________________________________________
 |                |     |     |    |      |
 |                |     |     |    |      |
 
Арт Оенфер
    чотири інших сини   Фиахра Свіге, предок
 |                                         
Дал Фіахрах Свіге

 |
 
Кормак мак Арт

 |
 |
 
Кайрбре Ліфехайр

 |
 |
 
Фіаха Срайбтіне

 |
 |
 
Муйредах Тірех

 |
 |
 
Еохайд Мугмедон

 |                                           
 |___________________________________________________________________________________
 |        |         |     |       |
 |        |         |     |       |
 
Бріон
  Фіахра   Айліль 
Ніл Дев’яти Заручників
  Фергус
                          |
 _________________________|___________________________________________
 |              |      |      |        |         |                  |            
 |              |      |      |        |         |                  |            

Коналл Гулбан
 
Енда
  
Еоган
  
Кайрпре
  
Лоегайре
  
Коналл Кремтайнне
  
Фіаху
```